# Дубингский замок
Дубингский замок (лит. Dubingių pilis) — бывший средневековый замок в местечке Дубингяй Молетского района Литвы. В настоящее время сохранились только части фундамента.

## Расположение
Замок (фундамент) располагается в центральной части полуострова (ранее острова) на озере Асвяя к западу от местечка Дубингяй.

## История
Дубингский замок впервые упоминается в письменных источниках с XIV века. Вероятно, в первой половине XIV века на холме острова (сейчас полуострова) был построен деревянный замок длиной 500 метров и шириной 100—220 метров, который защищал дорогу в Вильнюс от нападений Ливонского ордена. В 1412—1413 литовский князь Витовт построил новый замок деревянный католический костел. В XV веке замок перешёл к Радзивиллам, он несколько раз перестраивался, последний раз в XVII веке. В 1547—1548 годах в течение пяти месяцев здесь жила королева Барбара Радзивилл.
Около 1565 года католическая церковь при замке была передана евангелистам-реформаторам. В 1620 году гетман Януш Радзивилл построил каменную евангелическую реформатскую церковь вместо сгоревшей деревянной.
Самый ранний рисунок участка замка, составленный белорусским художником Наполеоном Орда, датируется 1872 годом. На нём изображены руины замка и церкви.
В середине XVIII века замок пришёл в упадок.
С 2003 года на территории замка проводятся археологические раскопки.

## Галерея

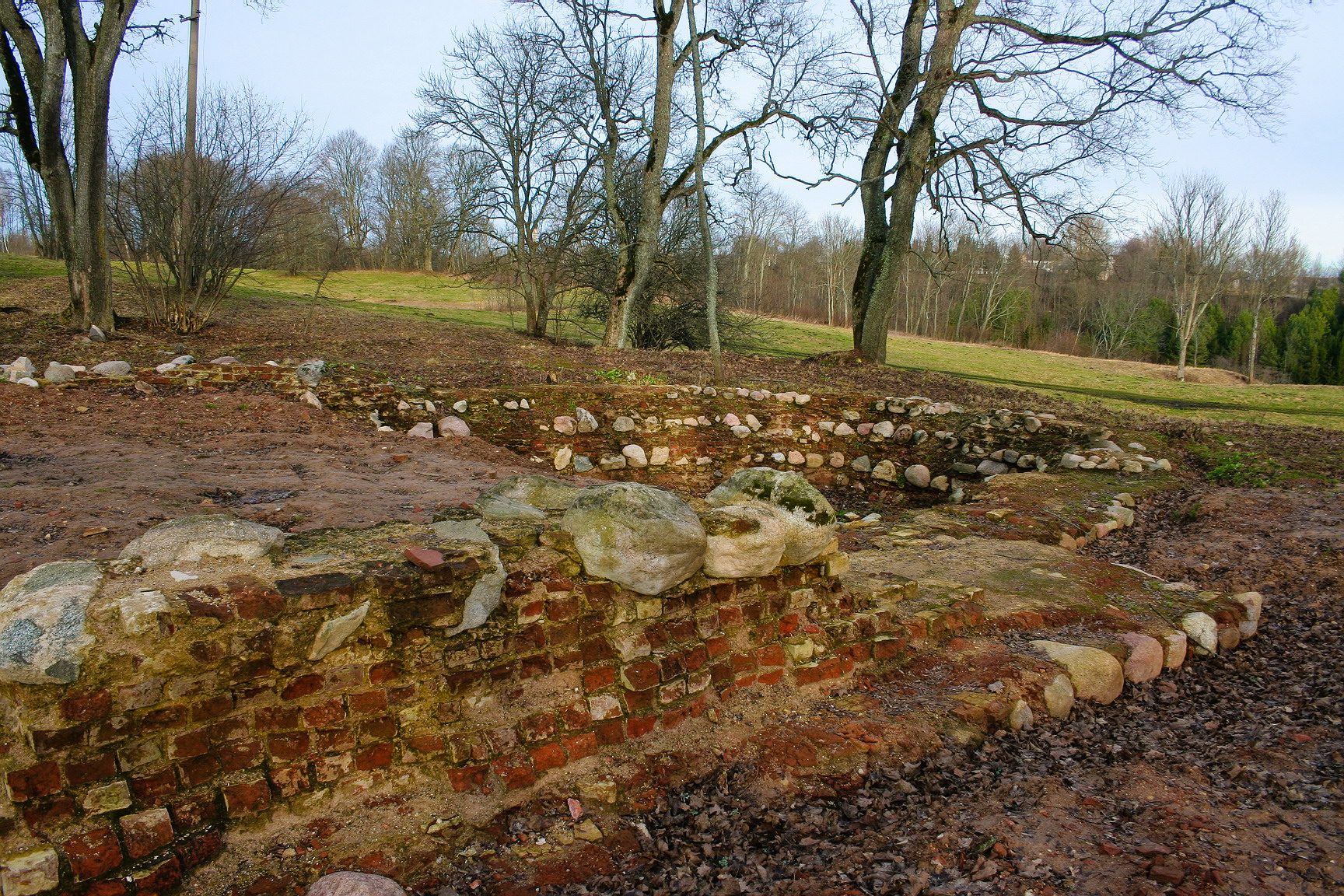
Раскопанные руины церкви
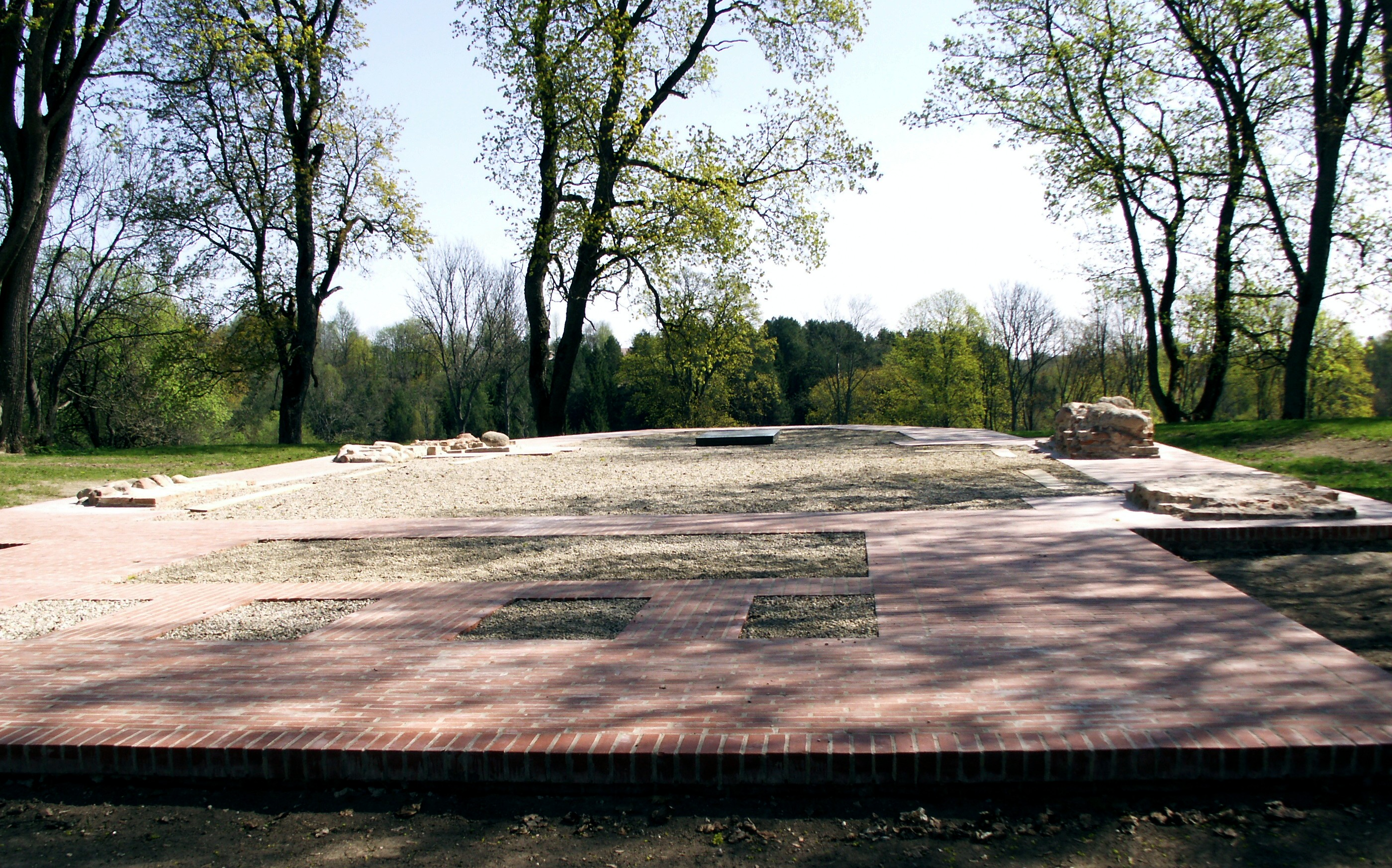
Фундамент евангелической реформатской церкви
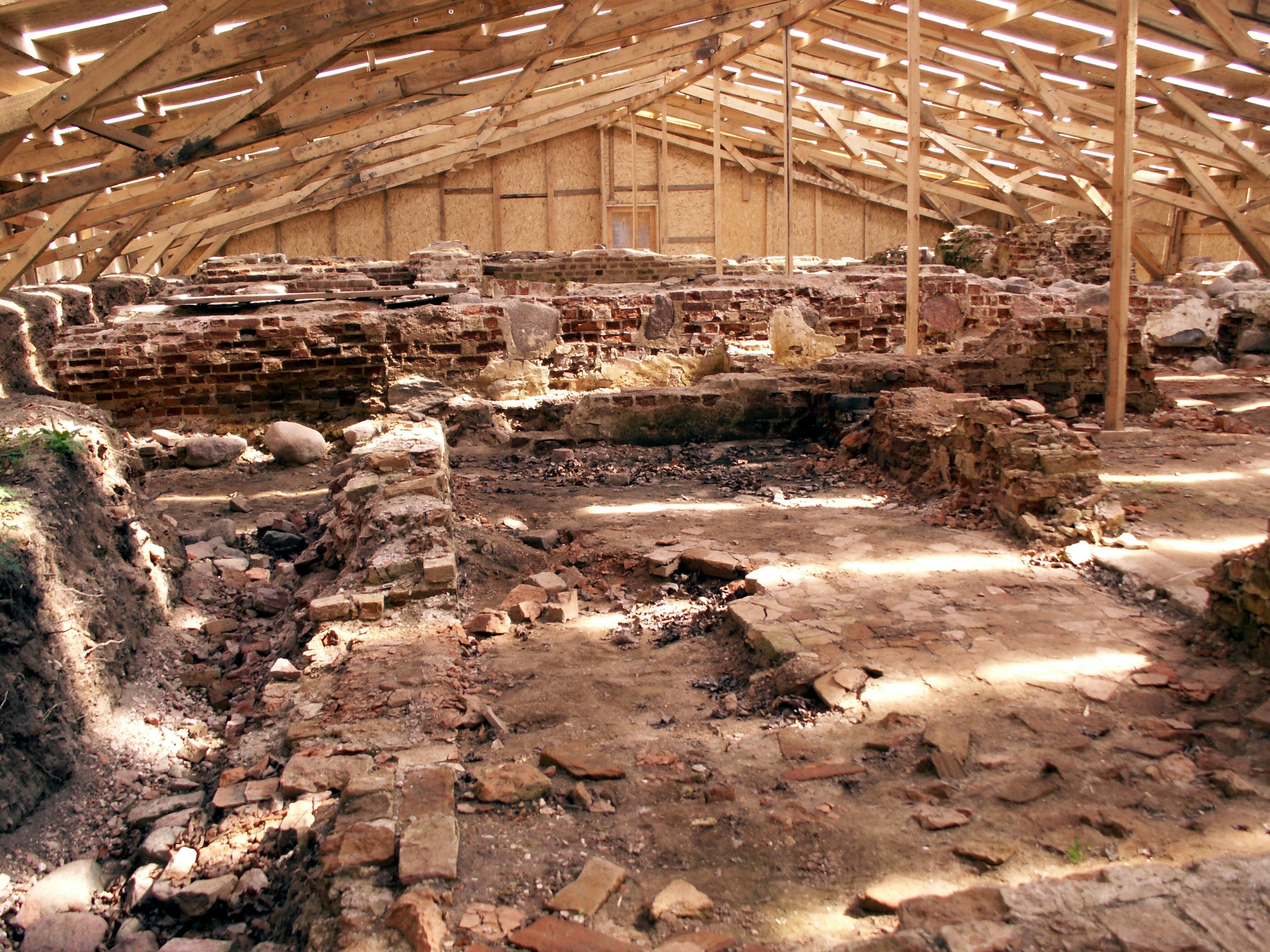
Руины замка Дубингяй
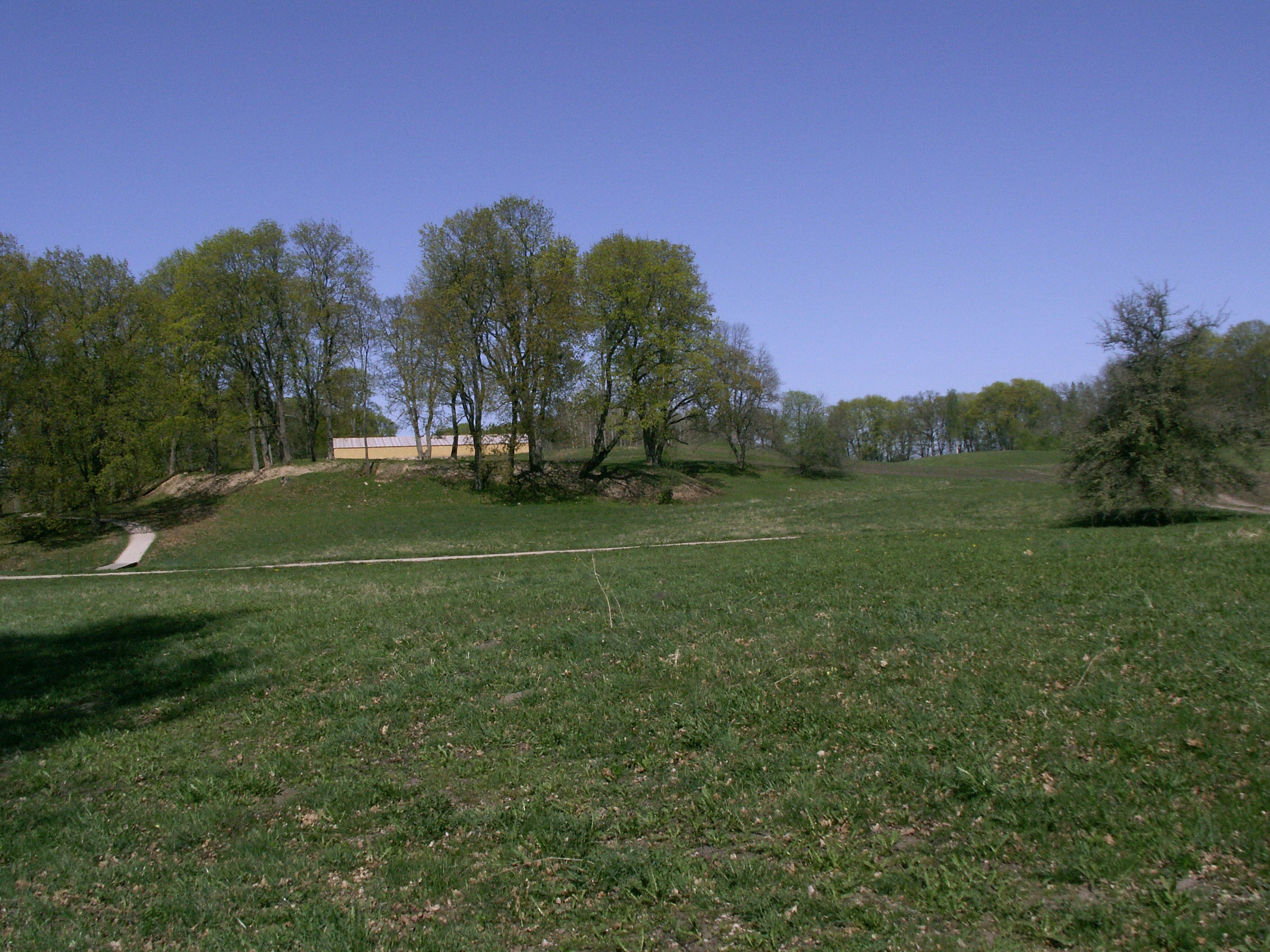
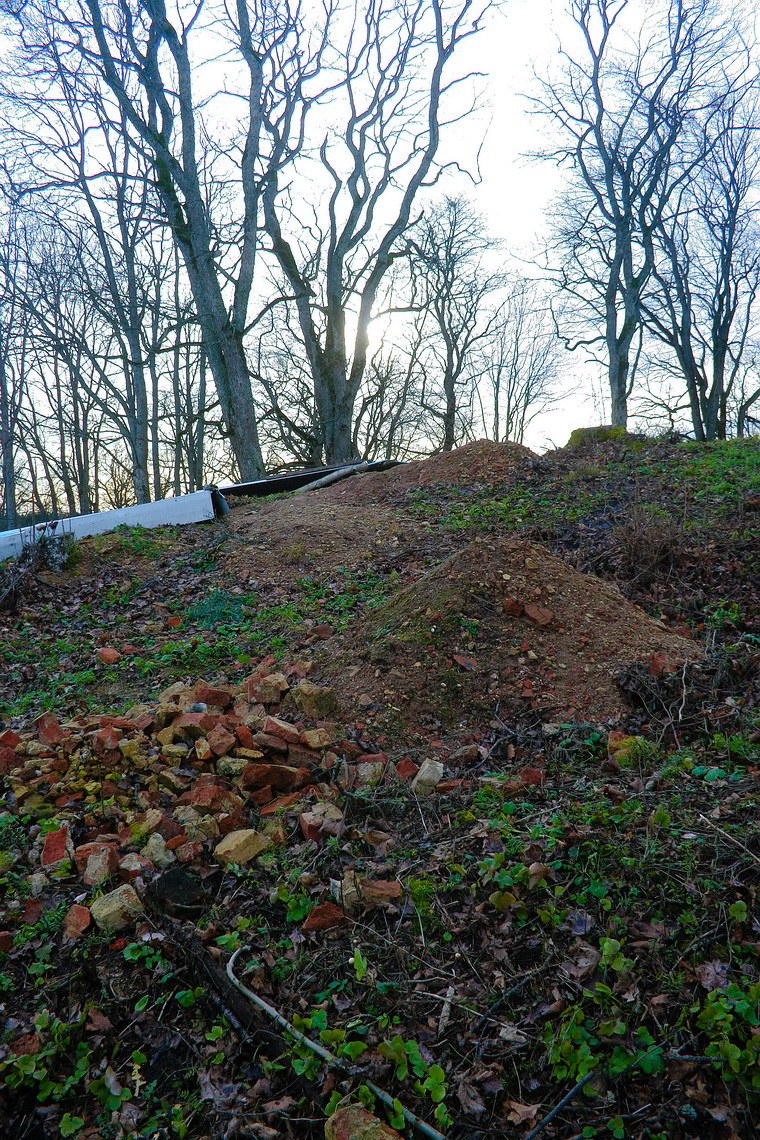
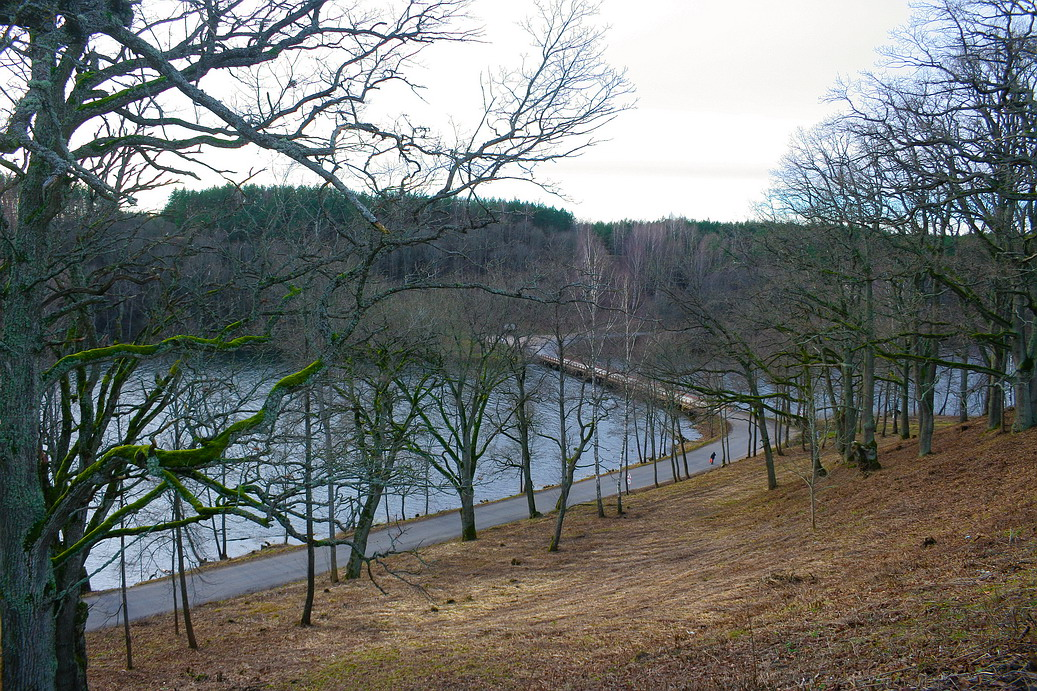
Вид с холма замка на озеро Асвяя
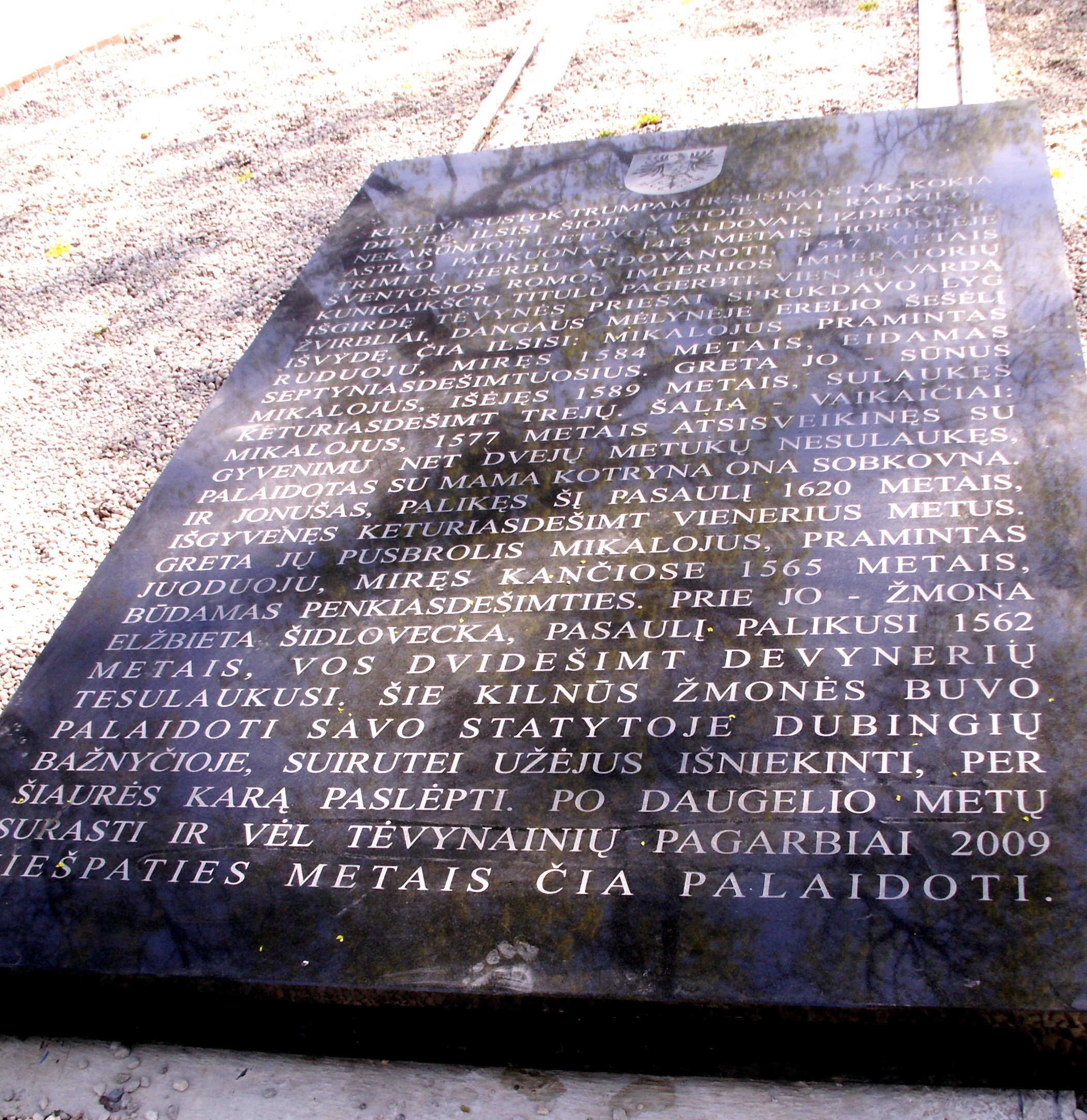
Памятная доска